# Kolegium Jezuitów w Pińsku

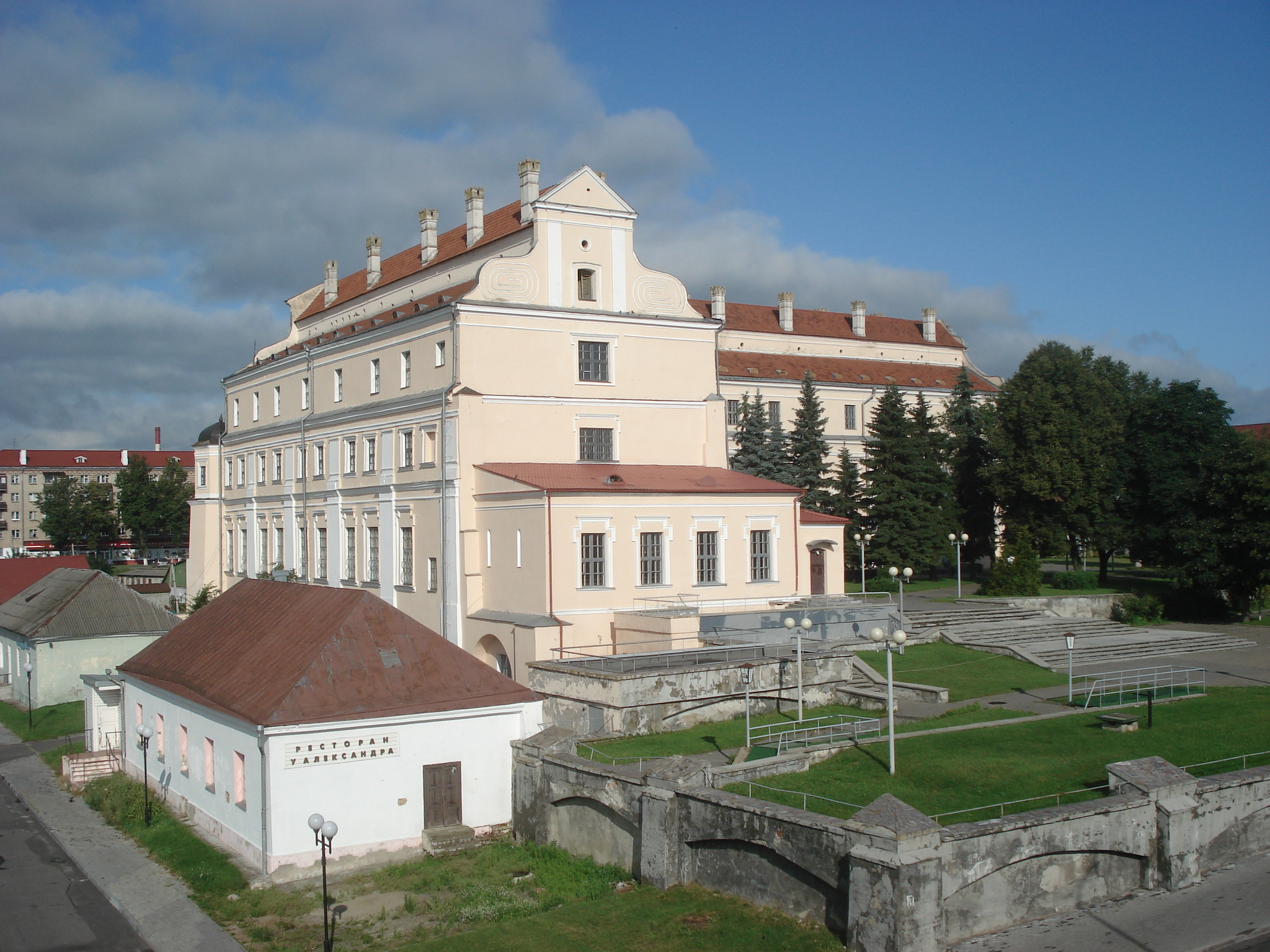
Gmach kolegium jezuitów

Kolegium jezuitów w Pińsku – placówka jezuicka czynna jako stacja misyjna (1630–1632), rezydencja (1632–1638) i kolegium (1638–1773) w Pińsku, mieście województwa brzeskolitewskiego (pow. piński) w diecezji łuckiej. Pod względem administracji Towarzystwa Jezusowego Pińsk należał do utworzonej w 1608 roku prowincji litewskiej, a od 1759 roku do kasaty zakonu w 1773 roku do prowincji mazowieckiej.

## Dzieje kolegium

### Lata 1630–1648

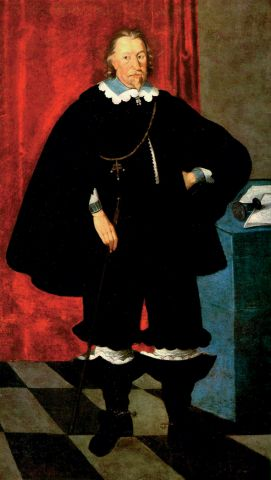
Portret Albrychta Stanisława Radziwiłła

W roku 1630 stolnik piński Mikołaj Jelski ufundował dla Towarzystwa dom misyjny, do którego zostali sprowadzeni oo. Wojciech Plocensis oraz Stanisław Stępkowski. Fundatorem rezydencji był Albrycht Stanisław Radziwiłł, kanclerz wielki litewski oraz starosta piński. To on wystawił 10 października 1632 roku akt fundacyjny, który został aprobowany na sejmie w roku 1635. Urząd superiora pełnił ojciec Wojciech Plocensis zarówno domu misyjnego, jak i przemianowanej w roku 1632 rezydencji. Już w roku 1633 otwarto szkołę, w której początkowo wykładano tylko gramatykę. W tym samym roku jezuici otworzyli również publiczną kaplicę, blisko swojej rezydencji. W 1634 roku jezuici wybudowali nowy budynek mieszkalny, który zastąpił dom podarowany w roku 1630 przez Mikołaja Jelskiego. Budowę nowego kościoła pod wezwaniem św. Stanisława Biskupa rozpoczęto w 1636 roku, natomiast nie jest znana data jego ukończenia. Konsekracja kościoła odbyła się w 1647 roku, dokonał jej bp sufragan łucki Mikołaj Krasicki. W roku 1638 rezydencja jezuitów została podniesiona do rangi kolegium. Pierwszym jej rektorem został o. Andrzej Wołłowicz, który wprowadził kurs retoryki do programu nauczania kolegium. W roku 1646 rektor Szymon Ugniewski utworzył kurs filozofii.

### Lata 1648–1667
Rozwój kolegium został zatrzymany przez wybuch powstania Chmielnickiego w roku 1648. Stanowiło to bezpośrednie zagrożenie dla Pińska. W wyniku działań wojennych zostało zniszczone prawie całe miasto, w tym kościół oraz kolegium jezuickie. Po ugodzie w Białej Cerkwi w 1651 roku i zaprzestaniu działań wojennych jezuici pińscy mogli skupić się na odbudowie zniszczonych budowli. Albrycht Stanisław Radziwiłł wsparł finansowo odbudowę kolegium i kościoła. W roku 1655 wskutek działań wojennych ponownie zostały zniszczone dobra jezuickie w Pińsku. Dwa lata później w roku 1657 męczeńską śmierć ponieśli jezuici wysłani na misję przez rektora o. Andrzeja Wołłowicza. Ojciec Szymon Maffon został zamordowany w Horodku 15 maja, natomiast św. Andrzej Bobola w Janowie 16 maja. Obydwaj zginęli z rąk Kozaków. W roku 1657 jezuici ponownie rozpoczęli działalność w Pińsku. Przerwała ją ponowna grabież majątku w roku 1660. Rektor Szymon Wdziękoński odesłał współbraci do miejsc bezpieczniejszych, dzięki temu ocalili oni swoje życie. Mimo tego Kozacy spalili kolegium, kościół, szkołę, bursę i szpital. Jezuici powrócili rok później i natychmiast przystąpili do odbudowy, lecz w roku 1663 kolegium znowu spłonęło wskutek ataku wojsk rosyjsko-kozackich. Po rozejmie andruszowskim w roku 1667 sytuacja na wschodnich terenach Rzeczypospolitej się uspokoiła, co pozwoliło jezuitom pełnić swoje obowiązki w Pińsku.

### Lata 1667–1700
W roku 1667 podjęto decyzję o rozpoczęciu budowy nowego budynku kolegium, tym razem nowy budynek miał być murowany. Pracę nad nowym budynkiem utrudniło zawalenie się ostatniego piętra zbudowanej już trzeciej kondygnacji w roku 1671. Budowa murów kolegium została ukończona w roku 1675. W latach 1673–1693 budowano wokół powstającego kolegium mury obronne i bramę od strony rzeki Piny. Budowę kolegium ukończono w kolejnym stuleciu. Równocześnie trwały pracę nad upiększeniem wnętrza kościoła murowanego. Budowano ołtarze, organy i montowano dzwon. Po śmierci Albrychta Stanisława Radziwiłła w roku 1656, jezuici pińscy mogli liczyć na wsparcie innych szlachciców, szczególnie jeśli chodzi o kwestie finansowe. Wsparcia udzielali kasztelan trocki Jan Karol Kopeć, który odsprzedał jezuitom wieś Krzywicze w roku 1673 oraz wspomógł finansowo misję stałą na terenach Polesia zapisem w wysokości 20 000 złotych w roku 1678. W roku 1699 stolnik piński Seweryn Radziewicz ofiarował 20 000 złotych. Wdowa po kniaziu Janie Karolu Dolskim, Anna z Chodorowskich Dolska w roku 1698 przekazała 60 000 złotych dla Towarzystwa. Dzięki tej wpłacie rektor Marcin Godebski mógł otworzyć w 1703 roku czteroletni kurs teologii scholastycznej.

### Lata 1700–1721
Okres III wojny północnej dla jezuitów pińskich był trudny. W 1706 roku wojska króla szwedzkiego Karola XII złupiły i zniszczyły Pińsk, natomiast majątek jezuitów ocalał. Rok później Rosjanie weszli do Pińska. Miasto zostało obrabowane z żywności oraz bydła, jednak nie zostało ono zniszczone przez wojsko. Miejscowy starosta Michał Serwacy Wiśniowiecki, syn Anny z Chodorowskich, po abdykacji Augusta II uznał Stanisława Leszczyńskiego za króla. Piotr I uznał to za zdradę i w związku z tym nakazał zniszczyć dobra jezuitów pińskich. Przez okres III wojny północnej Towarzystwo stale musiało dostarczać wojskom rosyjskim żywność. Został na jezuitów nałożony podatek podymne, który kosztował im 2250 zł od 30 dymów. W roku 1714 kolegium zostało ponownie złupione przez wojsko rosyjskie. Dodatkowo ludność pracująca w folwarkach została zmuszona do pracy na rzecz armii przy budowie mostów. W tym samym roku rozpoczęto prace renowacyjne budynku kolegium. W kolejnych latach wyremontowano podwórze oraz portiernię. W latach 1717–1720 Pińsk nawiedziła zaraza, w wyniku której zginęło kilku współbraci, między innymi rektor Mikołaj Znamirowski. Mimo niesprzyjających okoliczności jezuici w drugiej dekadzie XVIII wieku starali się modernizować istniejące obiekty.

### Lata 1720-1773
Po III wojnie północnej nasiliły starania zarówno jezuitów pińskich, jak i miejscowej szlachty i magnaterii, a nawet samego króla o beatyfikację Andrzeja Boboli. W czasie III wojny północnej był uważany za protektora i poszukiwano już w tym okresie jego trumny w kryptach kościoła. Do rozsławienia męczennika przyczynił się Michał Serwacy, który w 1710 roku dostał się do niewoli rosyjskiej. Dzięki rzekomemu wstawiennictwu Boboli ucieczka magnata miała być uwieńczona sukcesem. Procesy kanonizacyjne odbywały się jeszcze w czasie trwania wojny, w Pińsku w roku 1712 i 1719. Kolejne procesy w Pińsku miały miejsce w 1729 i 1730 roku. Procesy miały miejsce również w Janowie Podlaskim w roku 1727 i Wilnie w 1730 i 1731. Król August II Mocny 1726 wydał votum do grobu o. Andrzeja Boboli. Męczennik miał uratować mu życie zagrożone gangreną cukrzycową. Ostatecznie w roku 1755 Bobola został uznany przez Stolicę Apostolską za męczennika, natomiast nie wystarczyło to do beatyfikacji, która nastąpiła dopiero w 1853 roku. W kościele św. Stanisława istniała bogato zdobiona kaplica św. Andrzeja Boboli.
Budowę gmachu kolegium ukończono w 1731 roku, jednak było zbyt małe by pomieścić 70 członków zgromadzenia. W latach 40. XVIII wieku podjęto się modernizacji kościoła. Spowodowane to było zniszczeniem ołtarzu Zbawiciela oraz pożarem wież spowodowanym uderzeniem pioruna. Nowe wieże wzniesiono w latach 1749–1753. W roku 1758 kościół jezuitów uległ częściowemu spaleniu, do kasaty zakonu nie został on w pełni wyremontowany.

### Okres po kasacie
Po roku 1773 kościół został przejęty przez biskupa unickiego Joachima Korbackiego. Unici zachowali kult o. Andrzeja Boboli. Po zniesieniu unii brzeskiej kościół został zamieniony na cerkiew prawosławną pod wezwaniem Narodzenia Najświętszej Bogurodzicy. W budynku kolegium powstała szkoła zarządzana przez KEN, w której wykładało co najmniej ośmiu byłych jezuitów. Jezuici przejęli ponownie dawne kolegium w 1919 roku. Cały kompleks kolegium wymagał odbudowy, która została zakończona w roku 1923. Wybuch II wojny światowej sprawił, że kolegium zaprzestało działania. W czasach po II wojnie światowej kolegium zostało odremontowane oraz nastąpiła powolna adaptacja budynku na cele muzealne. Kościół natomiast został rozebrany.

## Działalność misyjna
Misja jezuitów na Polesiu miała wzmocnić kontrreformację na ziemiach Polesia, wciąż zdominowanych przez prawosławie, i przeciągać szlachtę na stronę Kościoła Katolickiego. Kolegium posiadało dwa domy misyjne w Łahiszynie i w Turowie. Misja w Łahiszynie została ufundowana przez Mikołaja Rosochackiego w roku 1670. Misja turowska została ufundowana w roku 1631 przez Annę Alojzę z Ostrogskich Chodkiewiczową. Początkowo podlegała pod kolegium w Ostrogu. Oba domy misyjne działały aż do roku 1773. Męczeńska śmierć Andrzeja Boboli oraz Szymona Maffona w roku 1657, jest najbardziej znanym przykładem działalności misyjnej kolegium pińskiego.

## Działalność edukacyjna
Szkoła powstała w roku 1633. Na samym początku działalności była uczęszczana przez około 40 studentów, natomiast pod koniec XVII wieku liczba uczniów wzrosła do 700. Już w roku 1633 uczono w niej gramatyki. W roku 1638 wprowadzono kurs retoryki, a w 1646 roku dwuletni kurs filozofii dla świeckich. Dla scholastyków prowadzono zajęcia z retoryki (seminarium nauczycielskie) w latach 1675–1676, 1677–1693, 1705–1706. Czteroletni kurs teologii scholastycznej prowadzono w latach 1703-1773. Z kolei teologię moralną wykładano w roku szkolnym 1768–69 i 1772–73. Od 1659 do 1664 roku w kolegium odbywała się trzecia probacja księży, przeniesiona z kolegium jezuitów w Nieświeżu. Prowadzono również teatr szkolny. Zachowało się 14 druków programów teatralnych z lat 1689–1764.

## Instytucje związane z kolegium
Szpital i apteka
Szpital prowadzony był przez jezuitów pińskich przynajmniej od roku 1635. Apteka funkcjonowała od roku 1694. W chwili kasaty obejmowała ponad 1300 leków i surowców leczniczych.
Drukarnia
Drukarnia funkcjonowała w Pińsku przynajmniej od roku 1727. W roku 1735 wydrukowano in folio Kazania Piotra Skargi. 
Bursa i konwikt
Bursa muzyczna w kolegium działała od roku 1645. Działała ona również jako konwikt dla ubogiej szlachty.
Stowarzyszenia pobożne
Przy kościele działała kongregacja studentów. Innym przykładem stowarzyszenia jest Bractwo Dobrej Śmierci założone w roku 1726.
Dobra ziemskie kolegium
Na mocy konstytucji sejmowej Immunitatis eclesiasticae, wydanej przez sejm do kolegium należały wsie Duboja, Ohów, Brodnica, Wolesnica, Bałandycze, Chołożyn, Albrychtów i Stoszany w powiecie pińskim, a wsie Śniadyn oraz Machnowicze w powiecie mozyrskim. 
Po kasacie część z tych dóbr została wydzierżawiona w zamian za wpłaty do kasy Komisji Edukacji Narodowej.

## Superiorowie i rektorzy
Superiorowie rezydencji pińskiej
Marcin Krasnodębski 1632–1633, Wojciech Plocensis 1633–1637.
Rektorzy kolegium pińskiego
Andrzej Wołłowicz 1638–1641, 1651–1654, 1658, Paweł Giwoyna 1641–1645, Szymon Ugniewski 1645–1648, Stanisław Tomisławski 1648–1651,Maciej Łążyński(Wicerektor) 1654–1655, Jan Rościszewski 1657, Szymon Wdziękoński 1658–1662, Andrzej Gużewski 1662–1666, Stanisław Tupik 1666–1669, Maciej Starzyński 1669–1672, Jan Odachowski 1672–1675, Michał Telszewski 1675–1678, Marcin Kolakowski 1678–1681, Władysław Drzewiecki 1681–1685, Maciej Lisowski 1685–1688, Stefan Dyżewski 1688–1691, Jan Łukaszewicz 1691–1693, Marcin Przeradowski 1693–1696, Maciej Miłuński 1696–1699, Marcin Godebski 1699–1703, Władysław Narewicz 1703–1707, Aleksander Jeleński 1707–1710, Wojciech Dzieniszewski 1710–1713, Wincenty Szypiłło 1713–1716, Mikołaj Znamirowski 1716–1717, Mikołaj Jeleński 1717–1718, Jan Tomaszewski 1718–1723, Stanisław Sokulski 1723–1724, Mikołaj Czarzasty 1724–1729, Kazimierz Brzozowski 1729–1732, 1735–1739, 1745–1748, Adam Minkiewicz 1732–1735, Ignacy Wilkinowicz 1739–1742, 1750–1756, Jan Porzecki 1742–1745, Franciszek Baczyński 1748–1750, Feliks Wierzbicki 1756–1759, Piotr Zieliński(wicerektor) 1759-1760, Ignacy Petrycy 1760-1763, Aleksander Szukiewicz 1763–1766, Adam Szyrma 1766–1770, Mikołaj Trzebicki 1770–1773, Bogusław Mączka wicerektor 1923–1925, 1925–1929, Telesfor Kowalski 1929–1931, Józef Pachucki 1931–1936, Paulin Zabdyr 1936–1939.